# Jallab

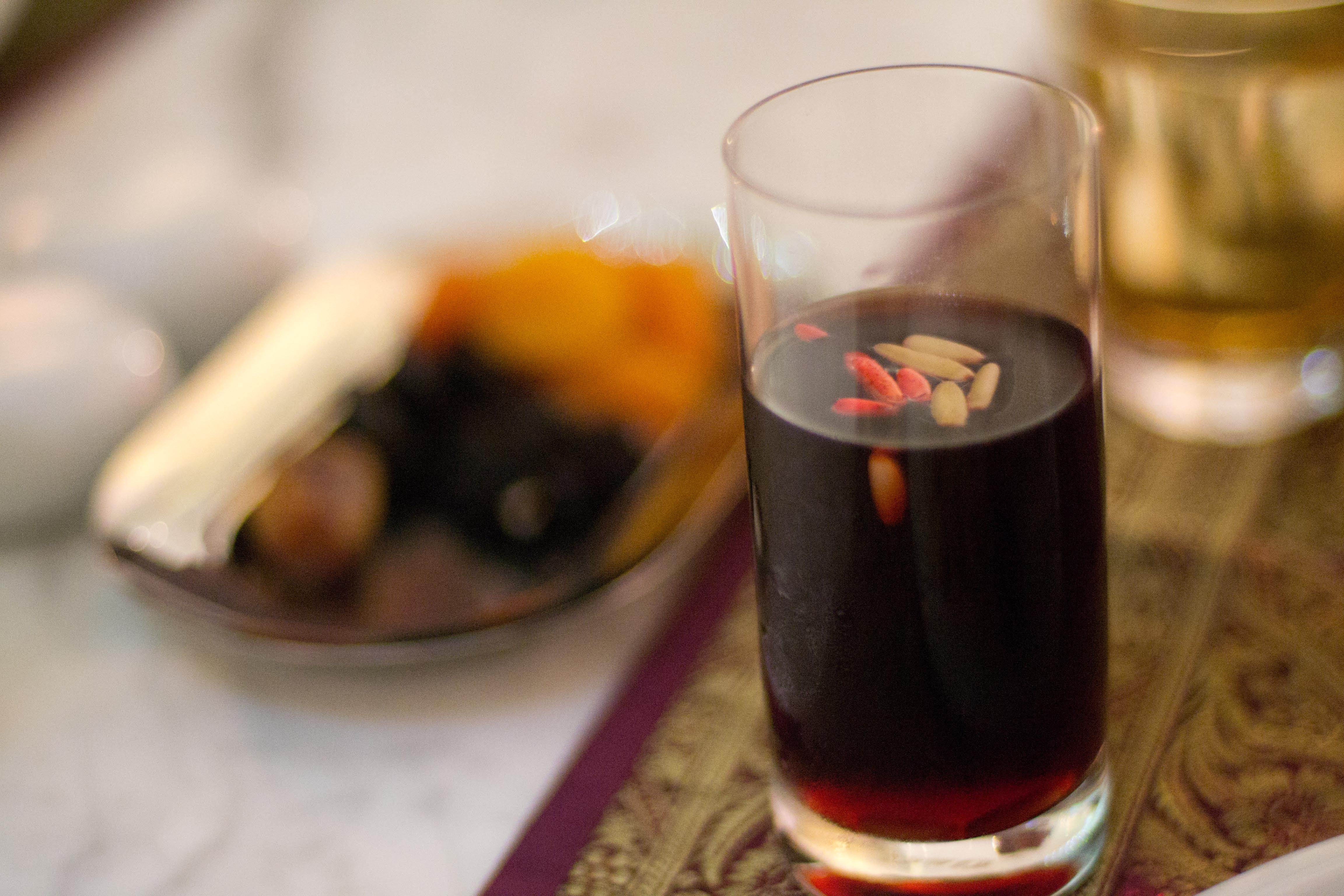
Herbata z syropem jallab. W szklance widoczne orzeszki piniowe

Jallab – popularny na Bliskim Wschodzie orzeźwiający napój. Przygotowywany jest poprzez rozcieńczenie syropu, składającego się z winogronowej melasy, daktyli i wody różanej. Podaje się go w wysokich szklankach, z kruszonym lodem, posypanego orzeszkami piniowymi, rodzynkami i pistacjami.
Napój jest sprzedawany w lokalach i na ulicy. Można też go przygotować samodzielnie z syropu, który łatwo kupić w bliskowschodnich sklepach spożywczych.
Jallab jest praktyczny w czasie ramadanu, ze względu na wysoką kaloryczność i zawartość składników odżywczych.